# Typhlocarididae
Typhlocarididae is een familie van kreeftachtigen uit de klasse van de Malacostraca (hogere kreeftachtigen).

## Geslacht
- Typhlocaris Calman, 1909